# Гюнтер IX фон Кефернбург-Люхов
Гюнтер IX фон Кефернбург-Люхов (на немски: Gunther IX von Kafernburg-Luchow; * ок. 1285; † между 8 април 1332 и 4 април 1333 или сл. 23 август 1344) от фамилията Шварцбурги, е граф на Кефернбург-Люхов.

## Произход и наследство
Той е син на граф Гюнтер VI фон Шварцбург-Кефернбург-Илменау († 1293) и съпругата му София фон Люхов († сл. 1288). Внук е на граф Гюнтер V фон Кефернбург († 1275) и Матилда († 1285). Брат е на Гюнтер VIII († 1324), граф на Кефернбург, женен за Ирмгард фон Шварцбург-Вахсенбург († ок. 1334).
Гюнтер IX получава замък Люхов в Долна Саксония.

## Фамилия
Гюнтер IX фон Кефернбург се жени между 5 юни и 29 юли 1312 г. за графиня Матилда/Мехтилд фон Регенщайн († сл. 23 август 1334), вдовица на граф Фридрих IV фон Фалкенщайн († 1310), дъщеря на граф Хайнрих III фон Регенщайн (V) († 1311/1312) и графиня Елизабет фон Хоя († 1320). Те имат четири деца:
- Матилда/Мехтхилд фон Кефернбург († 25 май 1375 или 17 февруари 1376), омъжена пр. 20 юли 1328 г. за фогт на Хайнрих V фон Гера († 1373/1377), син на фогт Хайнрих II фон Гера († 1306/1311) и Ирмгард фон Орламюнде († 1318)
- Ирмгард фон Кефернбург, омъжена за Херман/Хайнрих III фон Кранихфелд (* ок. 1290; † сл. 1362), син на Херман II фон Кранихфелд († сл. 1333) и Лойкард фон Гера († сл. 1351)
- Гюнтер XII Млади граф фон Люхов († сл. 28 август 1341), женен за Агнес († сл. 1341)
- София фон Люхов († сл. 1340), монахиня в манастир Илм